# L'anno del sole quieto
L'anno del sole quieto (Rok spokojnego słońca) è un film del 1984 diretto da Krzysztof Zanussi.

## Riconoscimenti
- Festival di Venezia: Leone d'Oro al miglior film, Premio Pasinetti